# Ghiacciaio Musina
Il ghiacciaio Musina (in inglese Musina Glacier) è un ghiacciaio lungo 7 km e largo 3,5, situato sulla costa di Oscar II, nella parte orientale della Terra di Graham, in Antartide. In particolare, il ghiacciaio si trova a sud del ghiacciaio Green e a nord del ghiacciaio Evans, e da qui fluisce verso sud, scorrendo tra i due bracci principali della dorsale Rugosa, fino ad entrare nell'insenatura di Vaughan.

## Storia
Il ghiacciaio Musina è stato così battezzato dalla Commissione bulgara per i toponimi antartici in onore del villaggio di Musina, nella Bulgaria settentrionale.  